# Mad Love (Sean Paul e David Guetta)
Mad Love è un singolo del rapper giamaicano Sean Paul e del DJ francese David Guetta, pubblicato il 16 febbraio 2018 come quarto estratto dal settimo album in studio di Sean Paul Mad Love: The Prequel.
Il singolo ha visto la partecipazione della cantante statunitense Becky G.

## Tracce
1. Mad Love (feat. Becky G) – 3:19 (testo: Sean Paul Henriques, Pierre David Guetta, Emily Warren, Shakira Mebarak Ripoll, Jack Patterson, Rosina Russell, Giorgio Tuinfort, Ina Wroldsen, Raoul Lionel Chen)

## Classifiche
| Classifica (2018)                    | Posizione massima |
| ------------------------------------ | ----------------- |
| Austria                              | 33                |
| Belgio (Fiandre)                     | 27                |
| Belgio (Vallonia)                    | 1                 |
| Francia                              | 43                |
| Germania                             | 10                |
| Grecia                               | 64                |
| Irlanda                              | 39                |
| Italia                               | 75                |
| Lettonia                             | 37                |
| Paesi Bassi (Dutch Top 40)           | 17                |
| Polonia                              | 29                |
| Regno Unito                          | 39                |
| Scozia                               | 72                |
| Stati Uniti (Dance/Electronic Songs) | 7                 |
| Svezia                               | 8                 |
| Svizzera                             | 36                |
| Ungheria (Stream Top 40)             | 13                |
| Venezuela                            | 85                |